# Animal Crossing
Animal Crossing es una serie de videojuegos acogedores de simulación de vida publicada por Nintendo y creada por Katsuya Eguchi y Hisashi Nogami, en la que el jugador vive en un pueblo habitado por animales antropomórficos, llevando a cabo diversas actividades. La serie destaca por su sistema de juego abierto y su amplio uso del reloj y el calendario interno en el sistema para simular el paso real del tiempo.
Desde su lanzamiento inicial en 2001, se han lanzado cinco juegos principales para Nintendo 64 (editado y mejorado en Nintendo GameCube), Nintendo DS, Wii, Nintendo 3DS y Nintendo Switch. La serie ha sido un éxito tanto crítica como comercialmente, con más de 78 millones de unidades vendidas entre todos sus títulos a nivel mundial. También se han lanzado tres spin-offs: Happy Home Designer, para Nintendo 3DS; Amiibo Festival, para Wii U y Pocket Camp, para teléfonos. El 20 de marzo de 2020 fue lanzada la entrega más reciente de la saga, Animal Crossing: New Horizons.

## Jugabilidad

Representación de un mueble en los menús de los distintos títulos de Animal Crossing

En los títulos de Animal Crossing, el jugador asume el papel de un personaje humano que se muda a una aldea rural poblada de animales antropomorfos, donde vive indefinidamente. El juego es abierto ya que no cuenta con objetivos definidos. Algunas actividades incluyen recolectar artículos, pescar, plantar flores, decorar la vivienda y socializar con los residentes de la aldea. Animal Crossing se caracteriza por el juego en tiempo real, utilizando el reloj y el calendario internos de la consola de videojuegos. Por lo tanto, el paso del tiempo afecta al mundo ficticio y a los eventos que transcurren en él.
Una característica notable de la serie Animal Crossing es el alto nivel de personalización disponible, parte de la cual afecta a la experiencia del juego. El personaje jugable recibe el nombre y el género a elección al inicio de la partida, y su apariencia se puede modificar comprando o diseñando ropa y accesorios personalizados o cambiando el peinado (característica introducida en Wild World). La casa del jugador también se puede amueblar, decorar y posteriormente ampliar: es posible comprar y almacenar muebles y colocarlos en cualquier lugar de las habitaciones, así como cambiar el diseño del papel de pared y del suelo. Mientras que el terreno, las ubicaciones de los edificios y los residentes iniciales se generan aleatoriamente cuando se inicia el juego (excepto en Animal Crossing: New Leaf, donde se escoge entre cuatro pueblos dados, y Animal Crossing: New Horizons, en el que se decide entre cuatro islas determinadas), el nombre y el himno de la aldea, así como algunas de las frases de los residentes, también están determinadas por el jugador.
La recolección de artículos es una faceta importante de Animal Crossing: el jugador puede explorar la aldea y recolectar objetos, incluidas frutas, conchas marinas y artículos desechados. Casi todos los objetos se pueden vender por bayas, la moneda del juego. Los jugadores recolectan objetos para obtener más bayas, que luego pueden usarse para comprar muebles, ropa, expansiones del hogar y demás artículos. Hay varias herramientas especializadas disponibles para otras actividades como la pesca y la recolección de insectos. Se pueden donar al museo del pueblo artículos especiales, como fósiles y pinturas. El jugador puede optar por socializar con los otros animales residentes participando en una conversación, enviando y recibiendo cartas, haciendo trueques o jugando al escondite. Los residentes pueden entrar o salir de la aldea dependiendo de las acciones del usuario.

### Multijugador
Todas las entregas de Animal Crossing permiten alguna forma de comunicación entre jugadores, tanto en línea como en conexión local. Hasta Animal Crossing: New Leaf, una sola aldea puede albergar hasta cuatro jugadores humanos, aunque solo uno puede explorar la aldea en un momento dado. Los jugadores pueden interactuar a través de mensajes escritos mediante la oficina de correos del pueblo o con el tablero de anuncios. La iteración de GameCube permitió a los jugadores viajar a otras aldeas intercambiando tarjetas de memoria escritas con los datos del título, pero todas las entregas posteriores permiten a los jugadores visitar e interactuar en línea a través de la conexión Wi-Fi de Nintendo.

## Entregas
| 2001 | Animal Forest Animal Forest +                                         |
| 2002 | Animal Crossing                                                       |
| 2003 | Animal Forest e+                                                      |
| 2004 |                                                                       |
| 2005 | Animal Crossing: Wild World                                           |
| 2006 |                                                                       |
| 2007 |                                                                       |
| 2008 | Animal Crossing: City Folk                                            |
| 2009 | Animal Crossing Calculator Animal Crossing Clock                      |
| 2010 |                                                                       |
| 2011 |                                                                       |
| 2012 | Animal Crossing: New Leaf                                             |
| 2013 | Plaza Animal Crossing Photos with Animal Crossing                     |
| 2014 |                                                                       |
| 2015 | Animal Crossing: Happy Home Designer Animal Crossing: Amiibo Festival |
| 2016 | New Leaf - Welcome amiibo                                             |
| 2017 | Animal Crossing: Pocket Camp                                          |
| 2018 |                                                                       |
| 2019 |                                                                       |
| 2020 | Animal Crossing: New Horizons                                         |
| 2021 | New Horizons - Happy Home Paradise                                    |

### Juegos principales
El primer juego de la serie fue Animal Forest para Nintendo 64, publicado solo en Japón el 14 de abril de 2001. En diciembre del mismo año, Nintendo publicó en el país nipón una versión mejorada del juego para Nintendo GameCube, denominada Animal Forest+. Esta versión fue lanzada en Estados Unidos en 2002 con el nombre de Animal Crossing y dos años después en Europa, donde recibió el nombre de "Animal Crossing Población: ¡en aumento!" en español. El juego usa el reloj interno de la consola Gamecube para crear un mundo persistente. Debido a su complejidad, el juego ocupa una tarjeta de memoria entera de 59 bloques. Cuando salió a la venta, la entrega incluía de regalo una tarjeta de memoria. En 2003, la versión americana fue traducida de vuelta al japonés añadiendo más contenido y funciones, bajo el nombre de Animal Crossing e+.
La segunda publicación de la franquicia fue Animal Crossing: Wild World para Nintendo DS, lanzado en Japón el 23 de noviembre de 2005 y llegando al resto de países en los meses posteriores. Esta versión era compatible con la Conexión Wi-Fi de Nintendo, lo que permitía a los usuarios establecer contacto con otros jugadores de todo el mundo.
La tercera entrega, Animal Crossing: City Folk, conocido en Europa y Australia como Animal Crossing: Let's Go to the City fue publicada en invierno de 2008 para Wii. Al igual que su antecesor, era compatible con la Conexión Wi-Fi de Nintendo. La novedad de esta entrega consiste en la posibilidad de visitar una ciudad que cuenta con diversos establecimientos.
El cuarto videojuego, Animal Crossing: New Leaf salió a la venta para Nintendo 3DS el 8 de noviembre de 2012 en Japón y llegó a los mercados internacionales a lo largo de 2013. La principal novedad de esta entrega es que el jugador se convierte en el alcalde del pueblo, lo que le permite influir en la vida y decoración del mismo.
La quinta entrega, Animal Crossing: New Horizons fue lanzada mundialmente el 20 de marzo de 2020 para Nintendo Switch Rápidamente se convirtió en el primer juego de consola en alcanzar cinco millones de copias digitales vendidas en un mes, siendo esto atribuido al distanciamento social y a las órdenes de confinamiento a causa de la pandemia de COVID-19. Tras su publicación se convirtió en uno de los últimos títulos de la saga en recibir actualizaciones. La entrega ganó el premio a Mejor juego familiar en The Game Awards 2020. Esta entrega fue la primera en recibir contenido descargable de pago, titulado Happy Home Paradise, lanzado en 2021.

### Derivados
- Animal Crossing: La Película: En Japón, se lanzó una película de animación japonesa basada en el videojuego Animal Crossing: Wild World. La película dura 87 minutos, animada por Oriental Light and Magic, distribuida por Toho y producida por Nintendo, recaudó 1,8 billones de yenes (unos 14 millones de euros).[24]

- Reloj Animal Crossing: Se trata de una aplicación de DSiWare (también disponible en Nintendo eShop) desarrollada por Nintendo para la consola Nintendo DSi y sus sucesoras. Es un reloj, con función de alarma, con motivos de Animal Crossing. Cuesta 200 Nintendo DSi Points (2€). Salió a la venta en Japón el 25 de febrero de 2009, en América el 4 de mayo de 2009 y en Europa el 5 de junio de 2009.[25]

- Calculadora Animal Crossing: Se trata de una aplicación de DSiWare (también disponible en Nintendo eShop) desarrollada por Nintendo para la consola para la consola Nintendo DSi y sus sucesoras. Es una calculadora, con función de conversor, con motivos de Animal Crossing. Cuesta 200 Nintendo DSi Points (2€). Salió a la venta en Japón el 25 de febrero de 2009, en América el 4 de mayo de 2009 y en Europa el 5 de junio de 2009.[26]

- Animal Crossing: Endulzando el día: es un minijuego incluido en el juego Nintendo Land desarrollado por Nintendo para Wii U. El jugador que tenga el Wii U GamePad controla dos guardias que se encargan de vigilar el huerto de caramelos de un grupo de animales. Pueden participar hasta cuatro personas, usando el Wiimote para controlar a los animales, debiendo trabajar en equipo para burlar y dejar atrás a los guardias. El juego termina cuando se reúne un total de 50 dulces entre todos, o cuando los guardias capturen a cualquiera de los animales en tres ocasiones.[27]

- Animal Crossing: Happy Home Designer es un videojuego lanzado para Nintendo 3DS en el año 2015.[28] El juego se centra en la decoración de hogares y espacios públicos, utilizando la estética y personajes de Animal Crossing: New Leaf.

- Animal Crossing: Amiibo Festival es un videojuego estilo party desarrollado por Nintendo y NDcube para Wii U.[29] El juego es una entrega secundaria de la serie Animal Crossing, y salió a la venta en todo el mundo en noviembre de 2015.[30]

- Animal Crossing: Pocket Camp es un videojuego desarrollado y publicado por Nintendo para móviles. Fue lanzado para Android e iOS el 21 de noviembre del 2017.[31] El juego consiste en decorar un parcela para que les guste a los campistas; es posible llevar a cabo recados, pescar o cazar insectos, entre otras actividades.[32][33]

- Plaza Animal Crossing: fue una aplicación para la videoconsola Wii U donde se podían ver mensajes relacionados con el juego y con eventos del mismo, así como mensajes de otros jugadores. La aplicación permitía además subir imágenes desde una tarjeta SD con imágenes tomadas del juego Animal Crossing: New Leaf o códigos QR con patrones de este mismo juego.

- Photos with Animal Crossing es una aplicación de fotos que utiliza la tecnología de las tarjetas RA (Realidad aumentada), descargable a través de la Nintendo eShop de Nintendo 3DS.[34]

## Recepción
| Juego                                    | Año  | Ventas         | Metacritic |
| ---------------------------------------- | ---- | -------------- | ---------- |
| Animal Crossing: Población: ¡en aumento! | 2001 | 2,71 millones  | 87/100     |
| Animal Crossing: Wild World              | 2005 | 11,75 millones | 86/100     |
| Animal Crossing: City Folk               | 2008 | 3,38 millones  | 73/100     |
| Animal Crossing: New Leaf                | 2012 | 13,04 millones | 88/100     |
| Animal Crossing: Happy Home Designer     | 2015 | 3,04 millones  | 66/100     |
| Animal Crossing: Amiibo Festival         | 2015 | 0,09 millones  | 46/100     |
| Animal Crossing: New Horizons            | 2020 | 44,79 millones | 90/100     |

Los videojuegos de Animal Crossing han obtenido ventas considerables a lo largo de los años. Todos los títulos principales se encuentran entre los videojuegos más vendidos de sus respectivas videoconsolas. New Horizons eclipsó las ventas de los demás títulos, habiendo vendido más de 40 millones de unidades y acaparando más de la mitad de las ventas totales de la franquicia. Amiibo Festival ha sido el único fracaso comercial de la franquicia. A fecha de 2023, la serie de videojuegos ha vendido más de 78 millones de unidades.
La crítica ha sido favorable con la franquicia en general, con excepción de: City Folk, donde se resaltó su continuismo respecto a Wild World, Happy Home Designer, donde se criticaron las limitadas opciones de juego, y Amiibo Festival, al ser un juego de temática party que requería el uso de los accesorios Amiibo para funcionar.

## Elementos

### Eventos
La franquicia se caracteriza por el paso del tiempo y el uso de un calendario natural. Por este motivo, los videojuegos de Animal Crossing celebran eventos que coinciden con festejos del mundo real, tales como San Valentín o Navidad. En esta tabla se recogen los eventos típicos de las diferentes entregas:
| Evento                                   | Día | Descripción |
| ---------------------------------------- | --- | --- |
| Año Nuevo                                | 1 de enero                                                                                              | La madre del personaje envía una carta. |
| Día de la marmota                        | 2 de febrero                                                                                            | Solo disponible en juegos americanos, permite conseguir una figura de Rese T. Ado.                                                                   |
| Día de los enamorados                    | 14 de febrero                                                                                           | Canela envía una carta al jugador con un regalo. En Animal Crossing: New Horizons se posibilita la compra de objetos temáticos como ramos de flores. |
| Carnaval                                 | 15 de febrero                                                                                           | Conga entrega muebles especiales a cambio de plumas de colores.                                                                                      |
| Día del trébol                           | 17 de marzo                                                                                             | Se obtiene un sombrero verde. |
| Día del padre                            | 19 de marzo                                                                                             | El jugador recibe una carta con un clavel rojo. |
| Día de las bromas (Día de los inocentes) | 1 de abril                                                                                              | La gata Blanca propone el desafío de encontrar el vecino impostor.                                                                                   |
| Caza del Huevo (Pascua)                  | 12 de abril                                                                                             | Coti regala muebles especiales al entregársele huevos de Pascua.                                                                                     |
| Día del trabajo                          | 1 de mayo                                                                                               | |
| Día de la madre                          | Primer domingo de mayo                                                                                  | El jugador recibe una carta de su madre junto con un clavel rosa. En Animal Crossing: New Horizons se desbloquea una taza especial del evento.       |
| Torneo de pesca                          | Segundo sábado de febrero, abril, octubre y diciembre; tercer sábado de enero, marzo, mayo y noviembre. | Martín instala su carpa en la plaza del pueblo. Puntúa peces y entrega trofeos o muebles a los ganadores del torneo según su puntuación.             |
| Caza de bichos                           | Tercer sábado de junio, julio, agosto y septiembre                                                      | Camilo, un camaleón, aparece en la plaza del pueblo. Valora insectos y entrega trofeos o muebles según la puntuación obtenida por el participante.   |
| Fuegos artificiales                      | Cada domingo de agosto                                                                                  | A partir de las 19:00 se lanzan fuegos artificiales.                                                                                                 |
| Luna de otoño                            | Un día de septiembre                                                                                    | Canela le entrega al jugador una cesta de verduras.                                                                                                  |
| Halloween                                | 31 de octubre                                                                                           | Es posible obtener chucherías y muebles especiales, además de máscaras con las que asustar a los vecinos.                                            |
| Día del pavo                             | Cuarto jueves de noviembre                                                                              | Guindo pide ingredientes al jugador para poder preparar sus platos.                                                                                  |
| Día de los Juguetes (Nochebuena)         | 24 de diciembre                                                                                         | Renato entrega premios y el jugador puede repartir regalos entre sus vecinos.                                                                        |
| Nochevieja                               | 31 de diciembre                                                                                         | Ladino vende gorros y bengalas, además de que es posible obtener un objeto conmemorativo especial.                                                   |

### Objetos

#### Herramientas
En todas las entregas de la franquicia, existen una serie de utensilios conocidos en el juego como herramientas. Sirven al jugador para interactuar con más naturalidad en el pueblo. Estos artefactos no se pueden utilizar en la ciudad ni dentro de casas o locales y se compran en la tienda por 500 bayas. Las herramientas más básicas son la pala, el hacha, la red de caza y la caña de pescar. Otros utensilios secundaarios son el tirachinas, el megáfono y el martillo. A partir de Animal Crossing: New Horizons se introdujeron la pértiga y la escalera de mano, herramientas empleadas para la movilidad. También fueron agregados instrumentos musicales (una pandereta, una ocarina y un siku), además de una varita mágica que permite cambiar el atuendo del jugador.
Todas las herramientas básicas tienen una versión de oro, una versión mejorada de las normales. En algunas entregas del juego existen también las de plata; más fáciles de obtener, pero de menor calidad.

#### Giroides

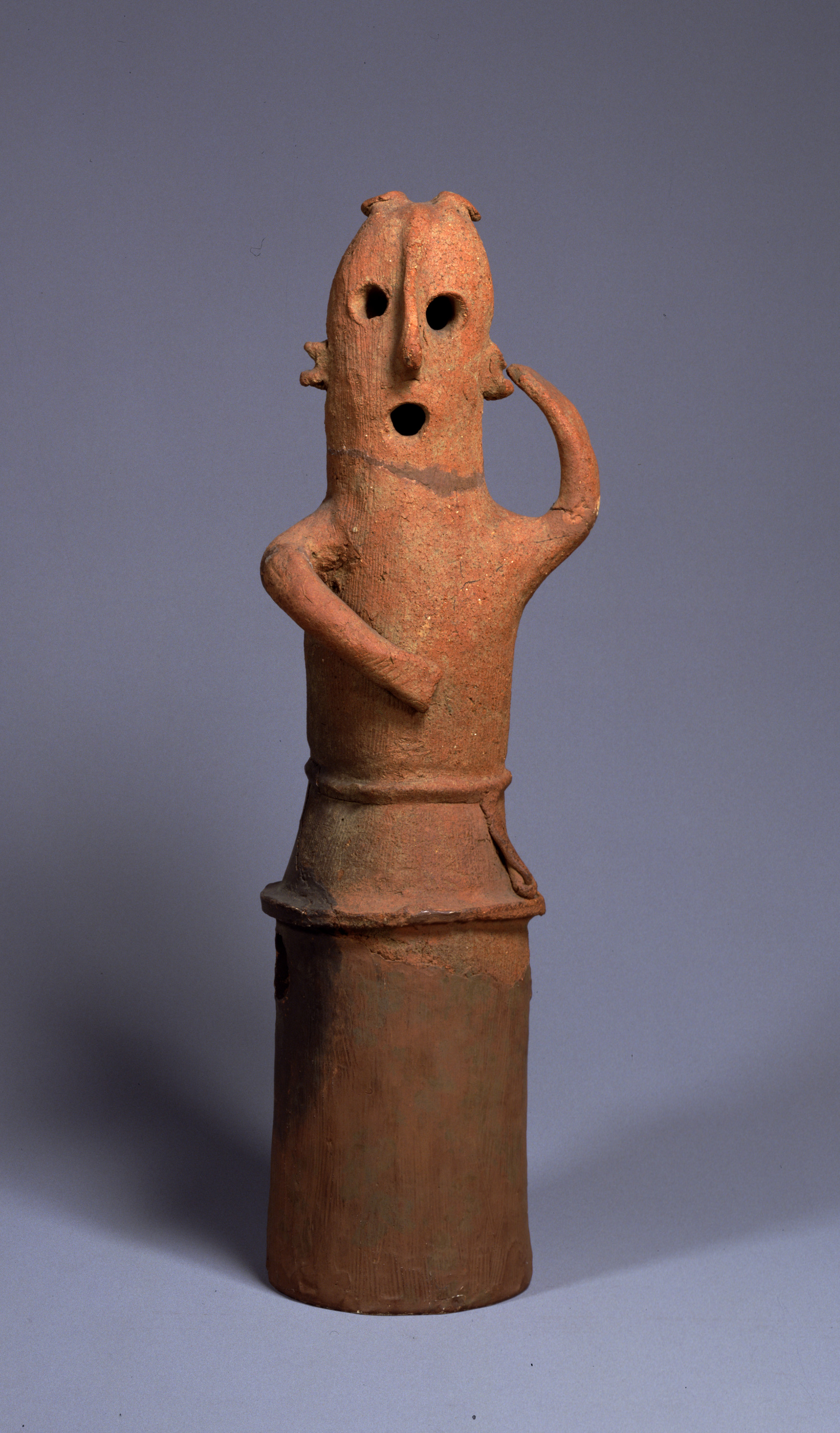
Una figurilla haniwa, de aspecto similar a los giroides de Animal Crossing

Son unos artefactos que se encuentran bajo tierra y que se pueden desenterrar con una pala, considerados uno de los elementos representativos de la franquicia. Producen extraños sonidos si se coloca en una casa. En la entrega de Animal Crossing para Wii, el dependiente del centro de pujas es un giroide. En el título para Nintendo 3DS es el monitor para construcciones de estructuras. Del mismo modo, en Animal Crossing: New Horizons es el encargado de recoger las donaciones para las rampas y puentes. Los giroides están basados en las haniwas, unas estatuas de arcilla japonesas características del periodo Kofun.

### Recolección
| Juego                                 | Cantidad de insectos y peces |
| ------------------------------------- | ---------------------------- |
| Animal Crossing                       | 40                           |
| Animal Crossing: Wild World           | 56                           |
| Animal Crossing: Let's go to the City | 64                           |
| Animal Crossing: New Leaf             | 72                           |
| Animal Crossing: New Horizons         | 80                           |

La recolección es una parte relevante de la experiencia de Animal Crossing. Peces e insectos pueden ser colocados en la casa del jugador o pueden ser donados al museo. Los peces pueden ser capturados en el río, el mar o en estanques, contando con una gran variedad de estos, desde las comunes lubinas hasta los celacantos. Mediante el buceo, también puede capturarse fauna y flora subacuática, tales como anémonas o nautilos. A su vez, los insectos se pueden encontrar en árboles, volando, andando o sobre el agua, incluyendo a escarabajos y otras categorías como arácnidos o escorpiones.
En el pueblo se pueden encontrar fósiles, es decir, restos de organismos pasados en rocas sedimentarias, que también pueden ser donados al museo. Estos se encuentran bajo la tierra en distintos puntos del mapa de forma aleatoria. En Animal Crossing: New Horizons pueden desenterrarse un total de 73 partes de fósiles. Entre ellos, destacan algunos dinosaurios como el tiranosaurio y el diplodocus, contando además con una pieza de ámbar o un cráneo de austrolopiteco, entre otros.
Otro objeto recolectable es la fruta. Cada pueblo posee tres tipos de árboles: árbol estándar, cedro y árbol frutal. En Animal Crossing: New Leaf se pueden encontrar las siguientes frutas: manzanas, cerezas, peras, naranjas, cocos, melocotoneros, plátanos, durianes, caquis, limones, lichis y mangos. Al inicio de la partida, un pueblo cuenta con una única especie de fruta natal. Para conseguir el resto se debe de visitar otro pueblo con una fruta natal distinta.

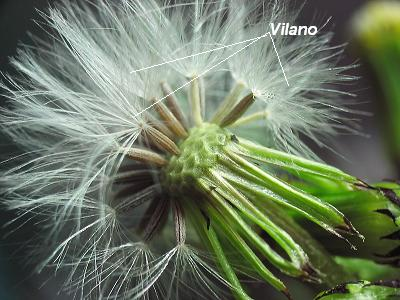
Los Vilanos de Diente de Animal Crossing generaron en su momento confusión, dado que ninguna planta respondía a ese nombre. Posteriormente se aclaró que era un Diente de león en reproducción. En inglés, en cambio no generan confusión (Dandelions y Dandelions Puffs)

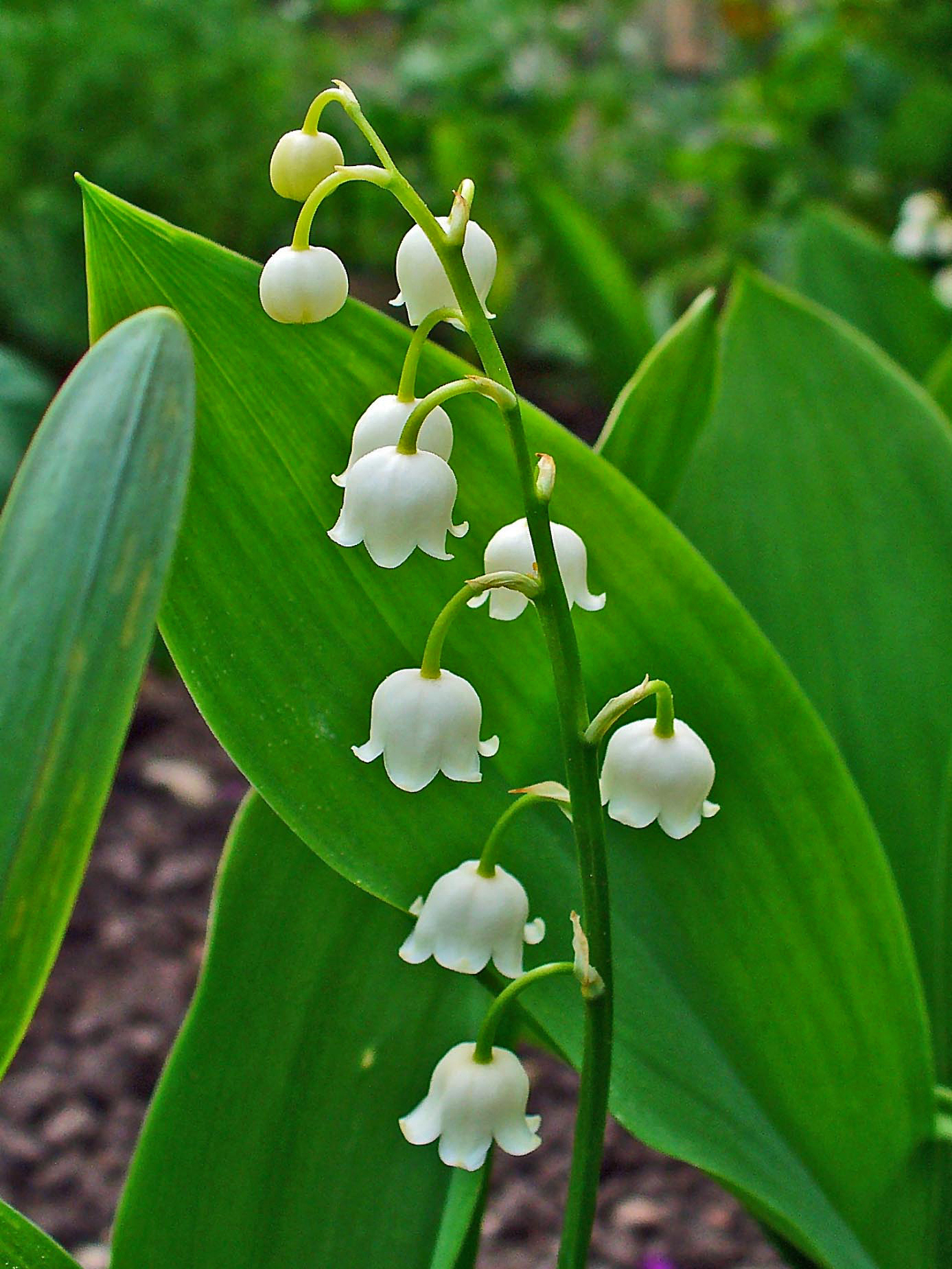
La Flor de Nieve también causó desconcierto entre los jugadores, dado que no existe ninguna planta que se llame así. Más confusión provocó en el dominio inglés, en la que se llamaba Jacob's ladder, nombre de una flor completamente distinta. Después se supo que se trataba de la especie Convallaria majalis.

También existen flores de distintos tipos y colores. Al plantar juntas dos flores de la misma especie, pueden producirse unas variaciones híbridas, con colores que no surgen naturalmente en el pueblo. Se pueden encontrar, por ejemplo, rosas, tulipanes, violas o lirios.

### Personajes
Todos son animales antropomorfos, es decir, representan a un animal pero actúan como seres humanos. Estos hablan en «Animalés», idioma inventado por el propio juego y que se basa en la alteración del sonido en su habla. También existe el «bebebés».
Si bien la serie presenta a varios personajes para cada título, ciertos regresan en cada entrega de la serie. Tom Nook es un tanuki, dueño de una tienda y corredor de bienes raíces, que se encarga de dar préstamos al jugador para construir y ampliar su casa. ReseT. Ado es un topo que aparece cada vez que los jugadores cierran la partida sin guardar, reprendiéndolos por eludir uno de los sistemas del juego. Debido a una nueva función de autoguardado en Animal Crossing: New Horizons fue "despedido". Otro personaje destacado es Totakeke, un músico viajero canino basado en el compositor de la serie, Kazumi Totaka, y toca ciertas noches en el club de la ciudad.
En Animal Crossing: New Horizons, Canela hace una aparición como administradora de la comunidad de la ciudad y secretaria de Tom Nook. Permite a los jugadores cambiar la bandera y el tono de la ciudad, así como restablecer ciertos aspectos de la vida de la ciudad (apodos y atuendos de aldeanos). Junto a ella, Tendo y Nendo regentan Nook's Cranny (MiniNook). Hermanas Manitas también ofrece ropa para el personaje y está dirigida por dos hermanas, Pili y Mili. Dos nuevos personajes, Rafa y Rodri, administran Dodo Airlines, el único aeropuerto en la isla desierta.

## Película
En Japón salió una película de animación japonesa basada en el videojuego Animal Crossing: Wild World. La película dura 87 minutos, animada por Oriental Light and Magic, distribuida por Toho y producida por Nintendo, recaudó 1,8 billones de yenes (unos 14 millones de euros).